# 王明忠
王明忠（Ong Beng Teong，1962年5月29日—），是一名已退役馬來西亞男子羽球運動員，出生於吉隆坡。
1982年，王明忠與拉昔夫·西迪一起贏得了大英國協運動會羽毛球比賽男子雙打金牌。1988年與1989年，王明忠與謝順吉一起兩度贏得瑞士羽球公開賽男子雙打冠軍。
他曾代表馬來西亞參加1988年湯姆斯盃。在與中國對陣的決賽中，他與謝順吉搭檔的第二雙打以兩個12:15輸給陳康/陳紅勇組合；最終馬來西亞隊以總比分1-4獲得亞軍。
王明忠是職業羽球學院的主教練和創始人，這是一個在吉隆坡和澳大利亞墨爾本營運的羽球訓練學院。他的兩個孩子尼古拉斯和安德魯目前住在墨爾本。